# Чемпионат Европы по фигурному катанию 1904
Чемпионат Европы по фигурному катанию 1904 года проходил в Давосе (Швейцария) 16-17 января. Соревновались только мужчины по программе обязательных упражнений. Победу в четвёртый раз одержал Ульрих Сальхов.
Чемпионат проводился после двухлетнего перерыва. Чемпионат 1902 года, который планировалось провести в Амстердаме, года был отменён из-за отсутствия льда. Чемпионат 1903 года также должен был проходить в Амстердаме, из-за отсутствия льда, был перенесён в Стокгольм, но был отменён, потому что на него приехал только один фигурист. Впервые участвовал представитель России.

## Участники
В чемпионате приняло участие 6 спортсменов из 4-х стран:
| Мест | Мужчины                              |
| ---- | ------------------------------------ |
| 2    | Германия                             |
| 1    | Австрия Швеция Россия Великобритания |

## Результаты
| Место | Имя              | Страна         | Баллы |
| ----- | ---------------- | -------------- | ----- |
| 1     | Ульрих Сальхов   | Швеция         | 8     |
| 2     | Макс Бохач       | Австрия        | 13    |
| 3     | Николай Панин    | Россия         | 21    |
| 4     | Мартин Гордан    | Германия       | 28    |
| *     | Медж Сайерс-Кейв | Великобритания |       |
| *     | Генрих Бургер    | Германия       |       |

(*) Не закончил соревнование
Судьи:
- Тибор фон Фёльдвари  Венгрия
- Густав Хюгель  Австрия
- Dr. Kurt Dannenberg  Германия
- P. Birum  Швейцария
- C. Hopkins  Великобритания
- R. Büchtger  Россия
- G. R. Wood  Великобритания